# 古賀光生
古賀 光生（こが みつお、1978年 - ）は、日本の政治学者。中央大学法学部教授。専攻は比較政治学、西洋政治史。
特に、オーストリアの極右政党（自由党）、ポピュリスト政党を専門とする。
開成高校、東京大学法学部卒。同大学院博士前期・後期課程、立教大学法学部助教（2010年）、二松学舎大学国際政治経済学部専任講師（2013年）を経て、2016年4月より中央大学法学部に着任（准教授）。
2024年4月より、中央大学法学部教授。西洋政治史・比較政治論・計量政治学等の科目を担当。
日本比較政治学会、日本政治学会、日本選挙学会に所属。

## 著作
共著
- 「欧州における右翼ポピュリスト政党の台頭」山崎望編『奇妙なナショナリズムの時代』（岩波書店）